# Volvo 7700
Volvo 7000/7700 — серия коммерческих автобусов большой вместимости, выпускавшихся компанией Volvo Bussar в период с 1999 по 2012 год.

## История
Первый прототип был разработан в Финляндии под названием Carrus K206, но в конце 1998 года вместе с Volvo 5000 стал известен, как Volvo 7000. Также существовал 18-метровый сочленённый Volvo 7000А, произведённый на шасси B7LA. Версии CNG были построены на шасси B10L/B10LA. Стандартные 12 - и 18-метровые версии были изготовлены на заводе во Вроцлаве, Польша. В Вантаа, Финляндия (Carrus Oy Wiima) была построена 12-метровая версия в дополнение к некоторым индивидуальным длинам. Производство в Вантаа прекратилось, когда завод был закрыт в 2001 году. К этому времени клиентам в Финляндии было доставлено всего 437000 штук, в дополнение к демонстрантам из разных стран.
В 2003 году модели были переименованы в Volvo 7700 и Volvo 7700A, чтобы лучше соответствовать другим именам моделей, введённым с 2001 года, таким как 8700 и 9700. Известно, что в том году в модель не было внесено никаких других изменений, кроме названия.
В 2006 году Volvo 7700 был модернизирован с шасси B9L и B9LA и получил подтяжку передней части. Вместе с этим, решётка радиатора и фары были обновлены, а задняя часть получила "шишку" сверху и новые задние фонари. Остальная часть экстерьера осталась более или менее неизменной.
В 2008 году были построены первые прототипы гибридного электробуса Volvo 7700 Hybrid на шасси B5LH. Серийное производство началось в 2010 году.
Венгерская дочерняя компания Volvo Alfa Busz Kft в Секешфехерваре в 2009 году выпустила партию из 102 автобусов Alfa Cívis 12, которые были сделаны так, чтобы они выглядели аналогично модели 7700. Было изготовлено два прототипа, а затем 100 автобусов для общественного оператора DKV в Дебрецене. Кроме того, в том же году в DKV была доставлена партия из 40 Volvo 7700A. Будучи специально адаптированными, они были переименованы в Alfa Cívis 18.

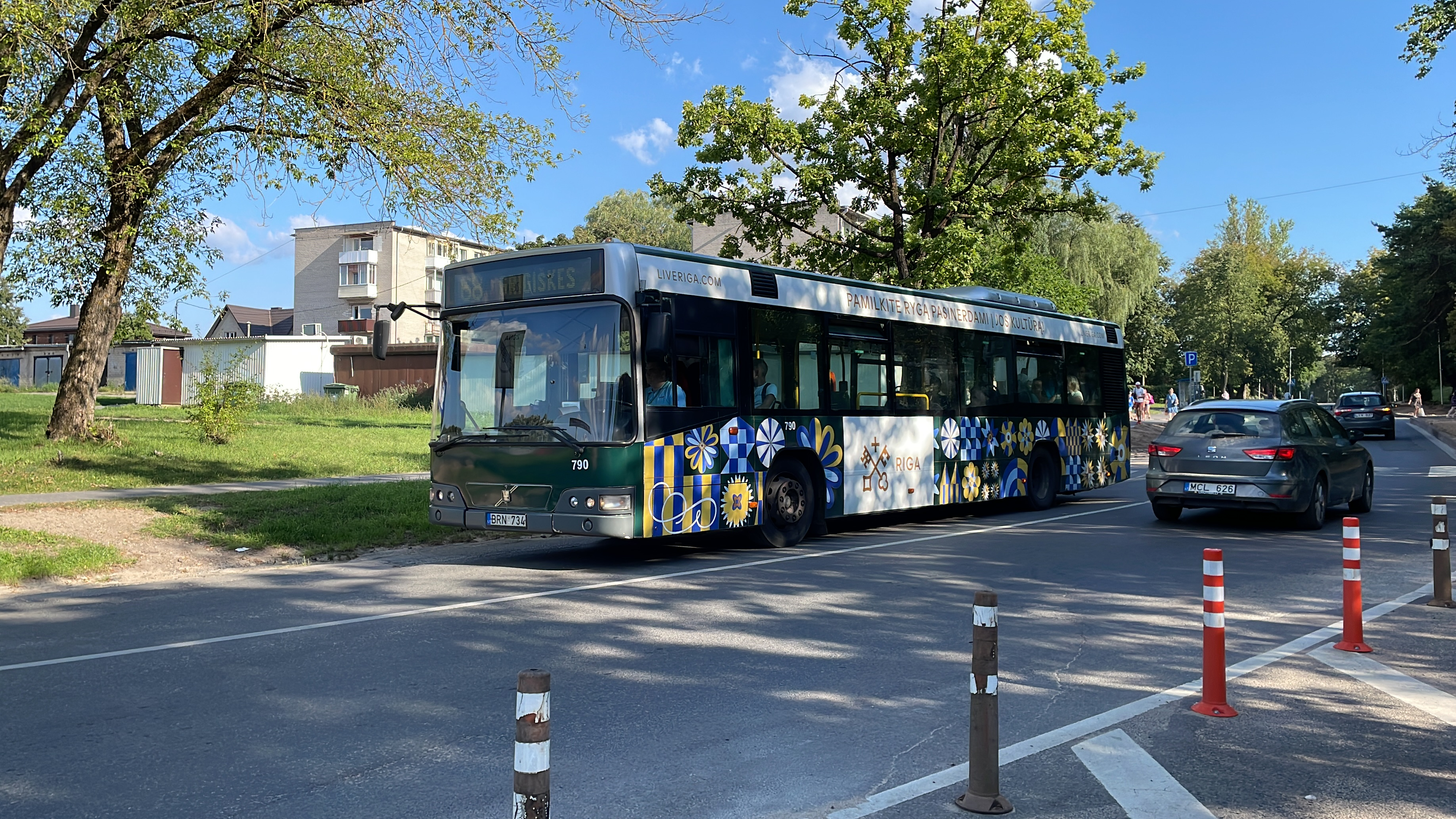
Volvo 7700 в Лентварисе, Литва

Преемник Volvo 7900 был представлен в 2011 году, а последние модели 7700 были произведены в 2012 году.